# Покинко, Егор Игоревич
Егор Игоревич Покинко (род. 20 июня 2002, Россия) — российский профессиональный баскетболист, играющий на позиции разыгрывающего защитника.

## Карьера
Воспитанник школ «Тимирязевская», «Тринта», МБА (все — Москва), первые тренеры — Э. Г. Китам, А. Е. Ширяев. В составе младшей команды МБА в первенстве ДЮБЛ сезона 2018/2019 Покинко стал бронзовым призёром турнира.
В сезоне 2022/2023 Покинко стал серебряным призёром Единой молодёжной лиги ВТБ. В ноябре 2022 года Покинко был признан «Самым ценным игроком» Единой молодёжной лиги ВТБ. По итогам месяца средние показатели Егора в 8 матчах составили 10,6 очка, 2,8 подбора, 5,1 передачи, 2,9 перехвата и 17,4 балла за эффективность.
В сезоне 2022/23 в составе МБА дебютировал в Единой лиге ВТБ, сыграв 8 матчей; на следующий сезон провёл два матча. Большую часть сезона 2023/2024 Покинко выступал в Суперлиге за фарм-клуб МБА — МБА-МАИ.
В июле 2024 года Покинко продлил контракт с МБА.
В январе 2025 года Покинко перешёл в «Иркут» на правах аренды до конца сезона 2024/2025.
В июле 2025 года Покинко стал игроком ЦСКА-2.

## Сборная России
В ноябре 2017 года Покинко принял участие в VII Российско-Китайских молодёжных летних игра в составе юниорской сборной России (до 15 лет).
В августе 2018 года Покинко, в составе сборной России (до 16 лет), стал победителем чемпионата Европы в дивизионе В.

## Личная жизнь
Мать Лариса Николаевна и старший брат Артём занимались баскетболом на детско-юношеском и любительском уровне.

## Достижения

### Клубные
- Серебряный призёр Единой молодёжной лиги ВТБ: 2022/2023
- Бронзовый призёр ДЮБЛ: 2018/2019

### Сборная России
- Победитель чемпионата Европы в дивизионе В (до 16 лет): 2018